# Локомотив (Горішня Оряховиця)
ФК «Локомотив» Горішня Оряховиця (болг. Футболен Клуб Локомотив - Горна Оряховица) — болгарський футбольний клуб з міста Горішня Оряховиця, заснований у 1932 році. Виступає у Другій лізі. По сезон 2016–2017 років чемпіонату Болгарії виступав у Першій лізі. Домашні матчі приймає на однойменному стадіоні, потужністю 10 500 глядачів.